# Reva Kay Williams
Rea Kay Williams es la primera mujer afroestadounidense con un doctorado en astrofísica por la Universidad de Toledo (Ohio), siendo la primera persona en resolver con éxito el mecanismo del proceso Penrose para extraer energía de los agujeros negros.

## Primeros años y educación
Williams nació en Memphis, en el estado de Tennessee, en los Estados Unidos. Se trasladó a Chicago, Illinois a la edad de 6 años y estudió en el colegio Malcolm X, obteniendo un grado de asociado en artes liberales en 1977 y se graduó como la mejor estudiante de su promoción. Estudió astronomía en la Universidad del Noroeste, en Evanston, Illinois, donde obtuvo un bachiller universitario en letras en 1980. Se incorporó a la Universidad de Indiana Bloomington, donde logró una maestría y un doctorado. Cuando completó sus estudios en 1991, se convirtió en la primera mujer afroestadounidense con un doctorado en astrofísica teórica.

## Carrera
Williams recibió una beca de investigación posdoctoral del Consejo Nacional de Investigación y se mudó a la Universidad de la Florida en 1993. Se incorporó al colegio Bennett en 1998, ganó el Premio Bell Ringer Image Model y fue profesora asociada de astrofísica y directora del Centro para las Mujeres y la Ciencia, desarrollando un trabajo relacionado con el gravitomagnetismo, el proceso de dispersión de Penrose y la ergosfera de los agujeros negros de Kerr. Esto forma parte importante de su investigación, buscar las fuentes de energía de las galaxias activas. Williams fue la primera persona en desarrollar el mecanismo Penrose de los agujeros negros. Sus cálculos explican que los jets de los agujeros negros, emiten un chorro de eyección de fotones y electrones. Según Reva, al igual que los tornados, los agujeros negros arrastran el continuo espacio-tiempo en un movimiento de rotación cerca de sus núcleos, y estos núcleos pueden producir chorros de eyección desiguales. Reva demostró que el efecto Lense-Thirring podía provocar altas energías y luminosidades. Se interesó por las ondas gravitatorias y la materia oscura del Universo primigenio, pero no pudo permanecer en la Universidad de Florida, después de que finalizara su beca posdoctoral. También analizó cómo los agujeros negros podían actuar como progenitores de brotes de rayos gamma. Cuando la Universidad de Florida decidió no apoyar su investigación de física relativista y no amplió su beca, tuvo que buscar financiación para su proseguir su trabajo. Sin embargo, a pesar de muchas adversidades y desafíos como mujer astrofísica afroamericana, la Dra. Williams nunca se ha rendido y sigue inspirando y sirviendo como ejemplo para millones de personas. Desde 2009 ha sido profesora asistente de investigación en la Universidad de Toledo, Ohio.
En 2009, recibió una subvención de la Fundación Nacional de Ciencias para investigar la estructura de los jets y la generación de energía de los cuásares, microcuásares, brotes de rayos gamma y galaxias activas, cuerpos celestes que se piensa que pueden explicarse gracias a la rotación de los agujeros negros de Kerr. Este estudio combina simulaciones del método de Montecarlo, con la física de los agujeros negros de Kerr supermasivos relativistas generales. Reva espera demostrar que los agujeros negros de Kerr pueden proporcionar la energía de las galaxias activas. También trabaja en el campo de la energía oscura y cree que esta forma de energía puede ser una manifestación de la gravedad.